# 但馬牛

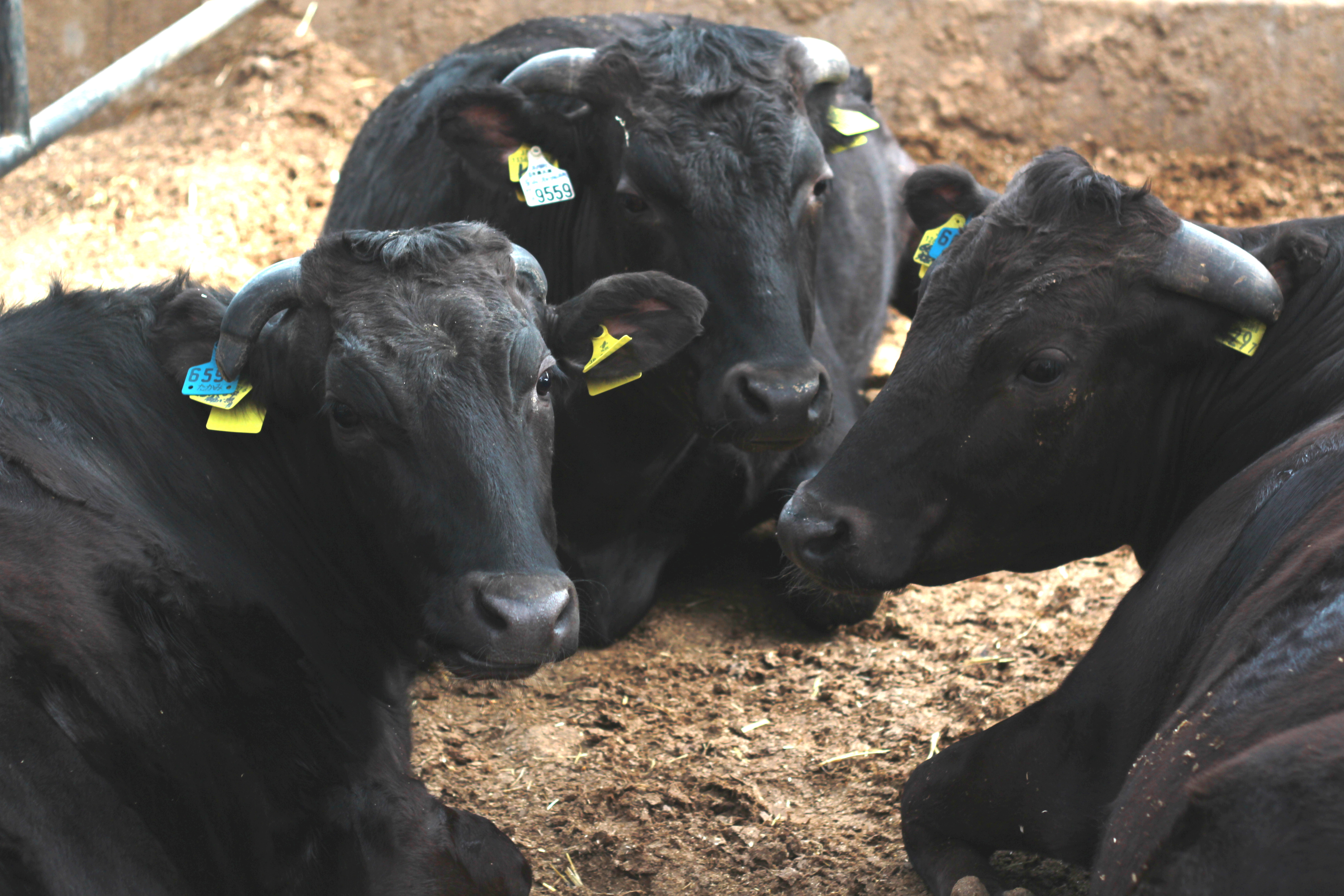
但馬牛

但馬牛（たじまうし）は、兵庫県産の黒毛和種の和牛のこと。このうち、神戸肉流通推進協議会による基準を満たして生産され、同協議会が定める格付け基準を満たした牛肉を、但馬牛（たじまぎゅう）という。

## 但馬牛（たじまうし）－ 家畜
「但馬牛（たじまうし）」は、現兵庫県内で生産されてきたウシに対して用いる呼称。このうち肉質の良い血統に品質基準・流通管理が導入され、肉用牛として開発されてきた。

### 歴史

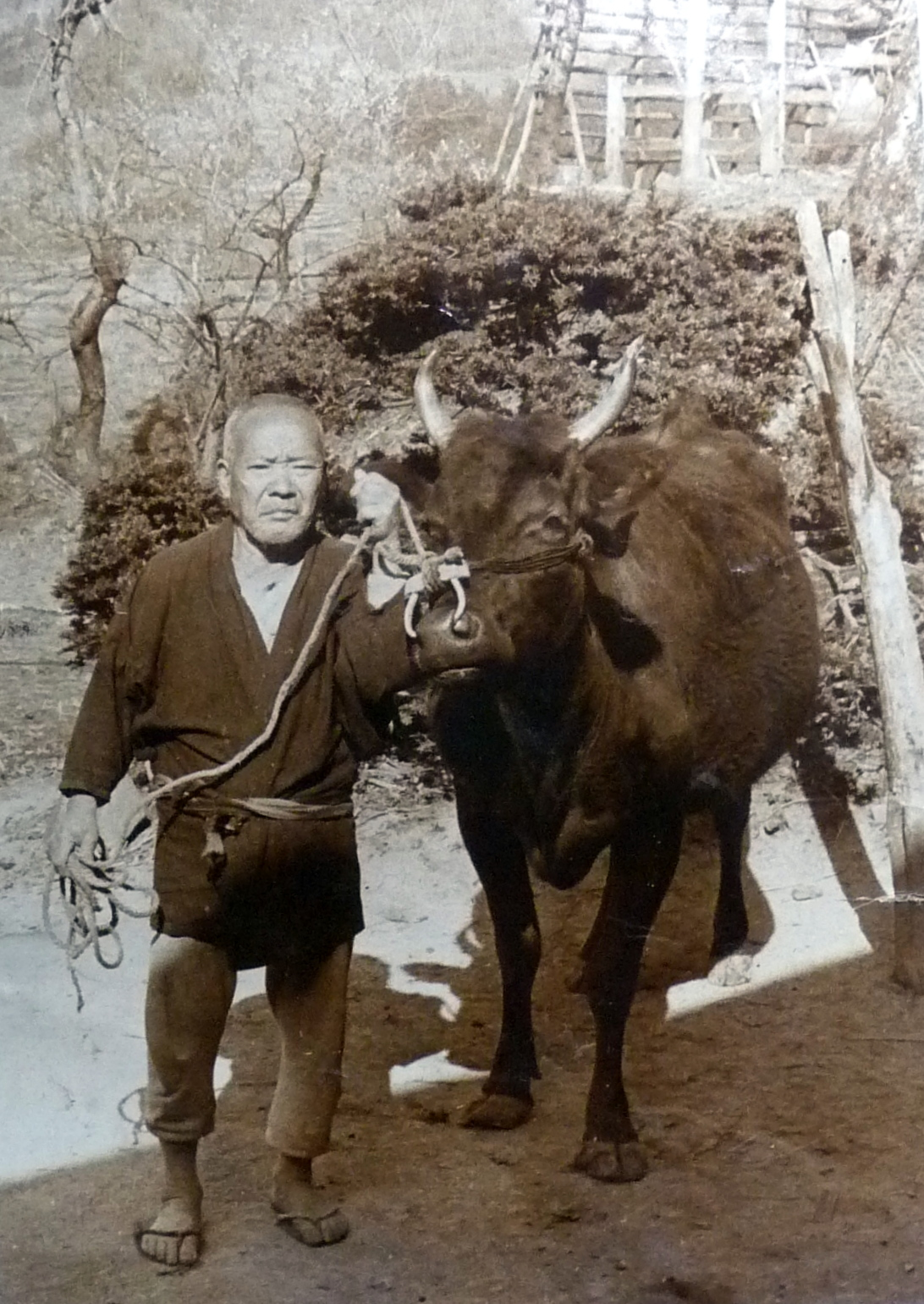
田尻松蔵と「ふくえ」号（名牛田尻号の母牛）

#### 役牛としての飼養
兵庫県北部にあたる但馬地方では牛が古来から飼育されており、平安時代初期に編纂された勅撰史書である続日本紀には、「農耕用だけでなく牛車にも最適である」とある。このように但馬牛は、主に田畑を耕したり輸送をおこなったりするための役牛として、また食肉向けにも用いられていた。長命連産で繁殖力が強いため、但馬では生産がさかんに行われており、養父市場（現在の養父市）・湯村市場（現在の美方郡新温泉町）などに牛市が立ち、畿内やその周辺へと取引されていた。小型で力強く、飼料の利用性がよい但馬牛は人気が高かった。
但馬牛の全国的価値を高めたのは、現在の兵庫県美方郡香美町小代区の猪ノ谷地区で1797年に生まれた前田周助である。前田は、小代の谷で優れたメスの血統集団である「周助蔓（しゅうすけづる）」を形成した。蔓（つる）については後述する。

#### 牛肉食の普及
明治時代に牛肉を食べる文化が広まると、但馬牛の牛肉が神戸肉（神戸ビーフ）としても注目されるようになった。神戸ビーフの名は、神戸の居留地に住む外国人たちが神戸で手に入れた牛が非常においしかったからとも、横浜などの居留地の外国人たちが生産量の多い関西方面から入手した牛が神戸を経由していたためとも言われているが、いずれの場合も但馬牛（たじまうし）の肉とされる。

#### 外国種との交配
1902年（明治35年）兵庫県はスイス原産のブラウンスイス種を利用した但馬牛の品種改良を行う事を決定した。当初は雑種子牛が家畜市場で高額取引されたことから、雑種ブームが起こった。しかし、外国種の交配により、体は大きくなったものの、肉質は悪化し、役牛としての能力は低下、飼料給与量は増大し、但馬地方の小農経営には不向きな牛となった。また、1909年（明治42年）兵庫県養父市場で開催された、第1回産牛共進会において、純血の但馬牛が首席となったことを契機に、雑種ブームは冷め、雑種の子牛価格は暴落し、純血の但馬牛へ回帰していった。

#### 牛籍簿と雑種排除
美方郡の各村では全国に先駆けて、1898年（明治31年）には牛の戸籍にあたる牛籍簿で血統の管理が行われており、1911年（明治44年）以降は外国種の血統の入った牛が排除された。最も雑種が多かった1910年（明治43年）の統計でみると、美方郡における年末在頭数は、純血但馬牛が3,457頭（雌3,404頭、雄53頭）、雑種雌牛が216頭（雌187頭、雄29頭）となっており、約7年と交配期間は短かったが、外国種の交配は、家畜市場価格の混乱など、但馬の農家への影響は大きかった。

#### 現在
現在の但馬牛はすべて、兵庫県美方郡香美町小代区で生まれ育った名牛田尻号の子孫である。社団法人全国和牛登録協会の調べによると、2012年2月現在、全国の黒毛和牛の繁殖メス牛のうち、99.9%が田尻号の子孫である。但馬牛（たじまうし）からとれる牛肉は資質・肉質が良いため、但馬牛（たじまうし）は松阪牛（三重県）や近江牛（滋賀県）の素牛となっている。また、前沢牛（岩手県）、仙台牛（宮城県）、飛騨牛（岐阜県）、佐賀牛（佐賀県）などのように、但馬牛の血統を入れることで牛の品種改良が行われていることも多い。
また、他地域の品種との交配も行わず、限られた雄牛の精子のみを受精させることで血統の純化、改良が進められ、蔓（つる）と呼ばれる系統がつくられている。（あつた蔓、ふき蔓、よし蔓の3つの代表的な蔓牛がある。）

### 兵庫県産（但馬牛）
但馬牛（たじまうし）のうち、以下の全てを満たしたウシを「兵庫県産（但馬牛）」と称する。この定義は、次項で示す神戸肉や但馬牛（たじまぎゅう）の呼称で流通する牛肉となるウシの定義である。
1. （血統）兵庫県の県有種オス牛の精子用いて歴代に亘り交配したウシ（メス牛の規定なし）
2. （地理的表示）出生地が兵庫県内
3. （登録・肥育）繁殖から出荷まで「神戸肉流通推進協議会」の登録会員が肥育
4. （月齢）生後28か月以上から60か月以下
5. （流通）兵庫県内の食肉センターに出荷

## 但馬牛（たじまぎゅう）－ 牛肉

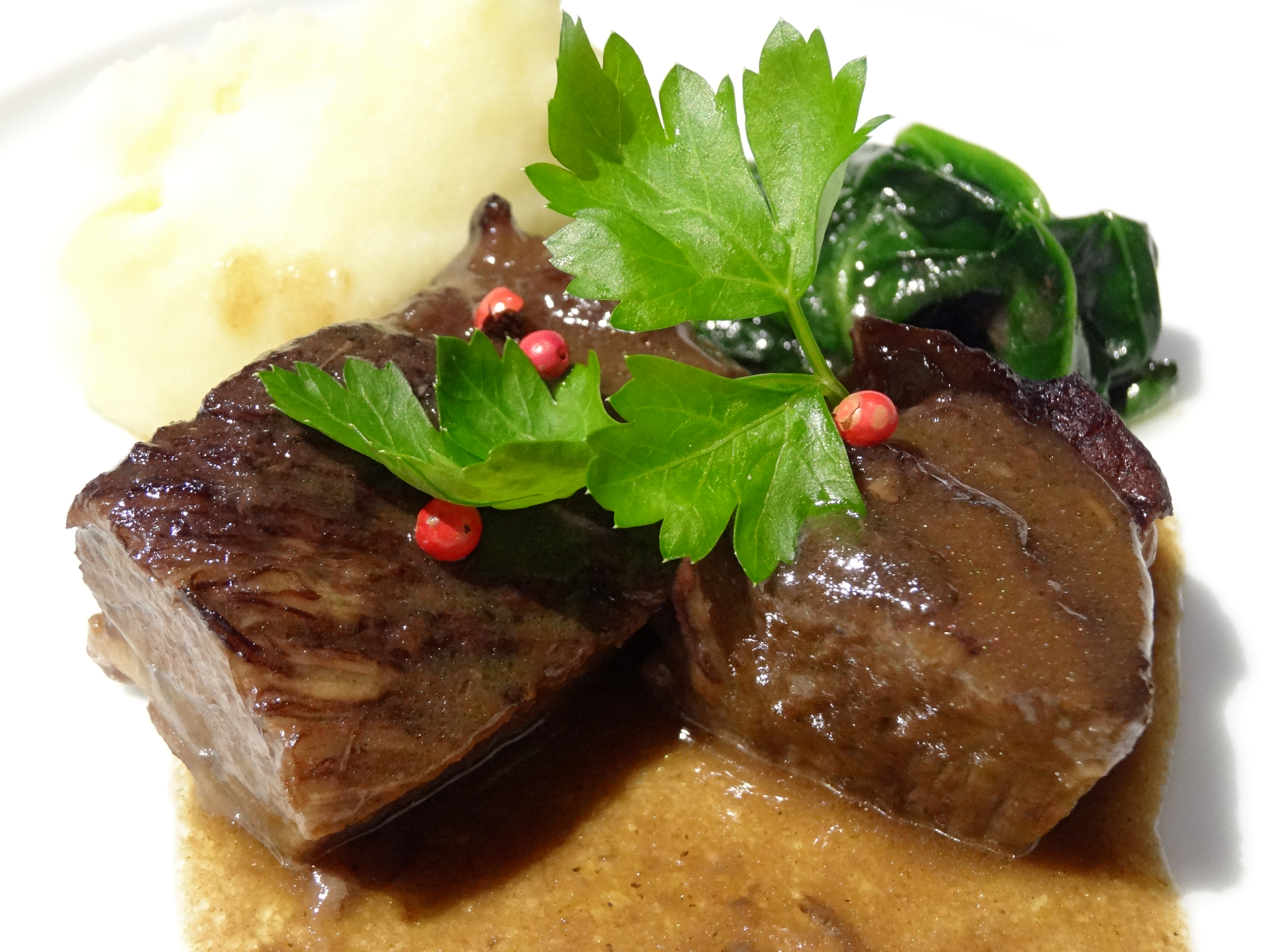
但馬牛熟成肉の赤ワイン煮込み

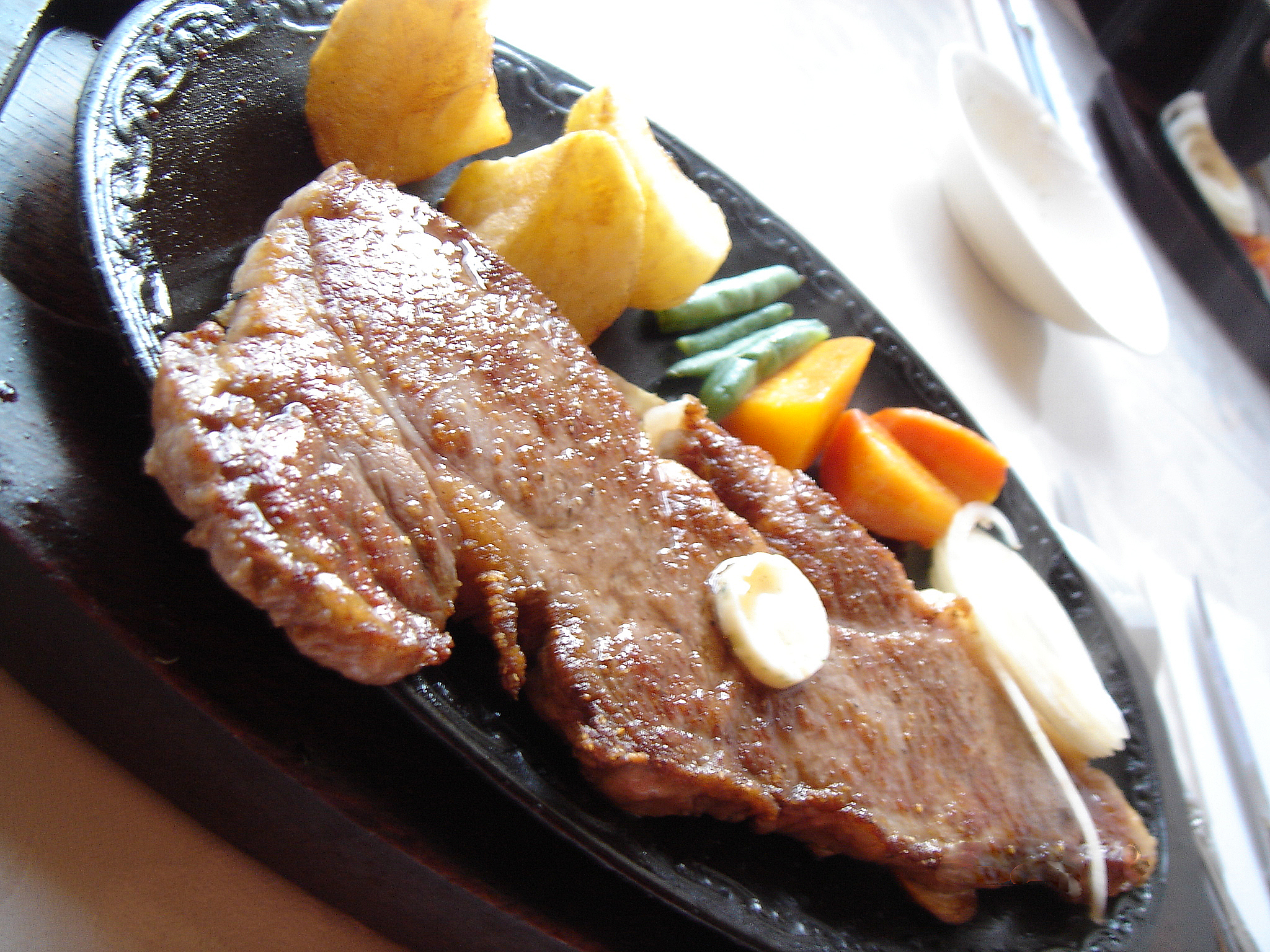
但馬牛のサーロイン・ステーキ

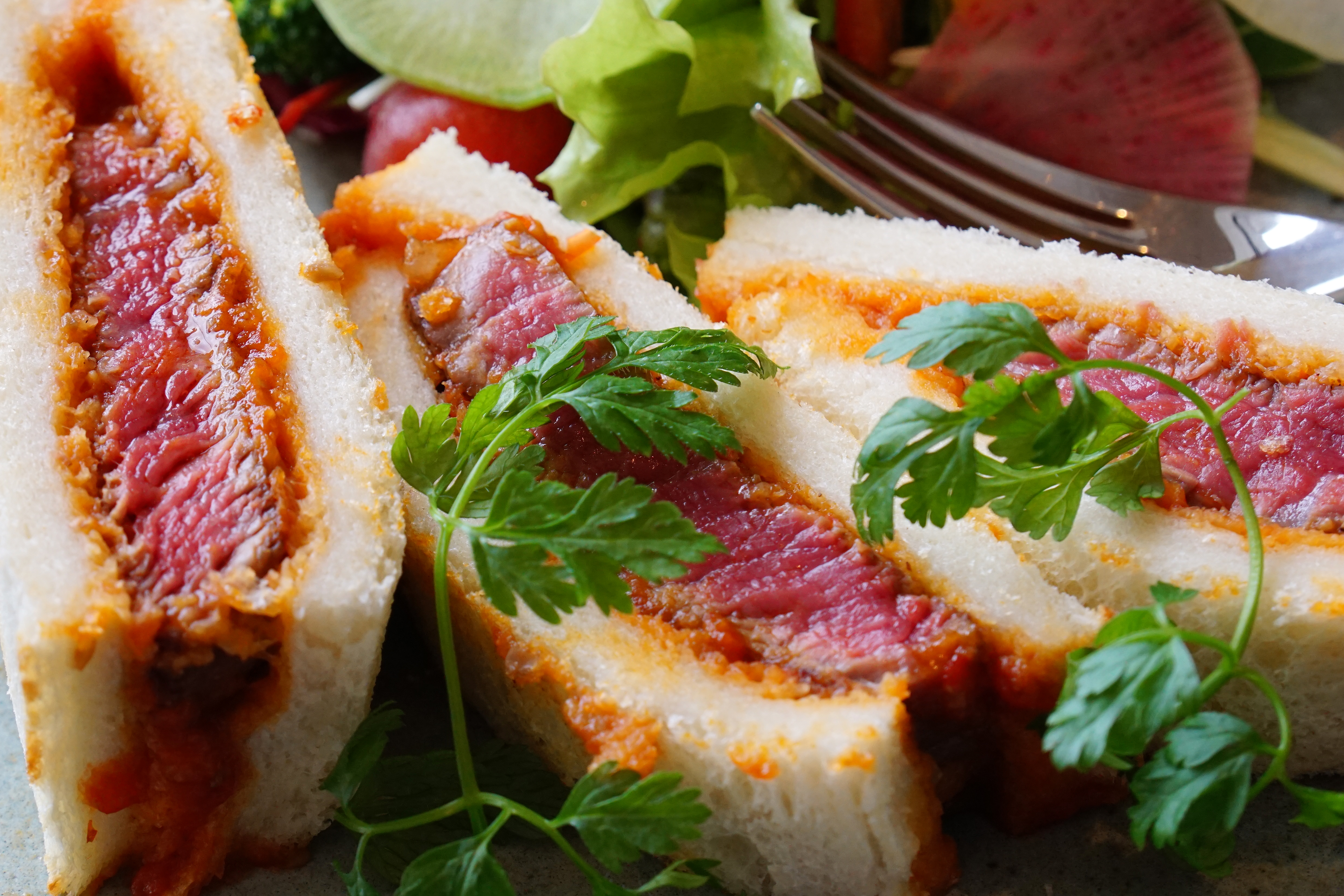
但馬牛ステーキサンドイッチ

但馬牛（たじまうし）からとれる牛肉のブランドには、神戸肉、神戸牛、神戸ビーフ、但馬牛（たじまぎゅう）、三田牛、淡路ビーフ、黒田庄和牛などがある。これらのうち、神戸肉、神戸ビーフおよび但馬牛（たじまぎゅう）は、神戸肉流通推進協議会の基準を満たした牛肉に対して許される呼称である。
2015年12月22日、特定農林水産物等の名称の保護に関する法律（地理的表示法）に基づく地理的表示(GI)の登録第1弾7件のうちのひとつとなった。

### 定義
|       |       | 歩留等級                   | 歩留等級                   | 歩留等級 |   |             |
| A     | B     | C                          |                            |          |   |             |
| ----- | ----- | -------------------------- | -------------------------- | -------- | - | ----------- |
| B M S | No.12 | 神 戸 ビ ｜ フ ・ 但 馬 牛 | 神 戸 ビ ｜ フ ・ 但 馬 牛 |          | 5 | 肉 質 等 級 |
| B M S | No.11 | 神 戸 ビ ｜ フ ・ 但 馬 牛 | 神 戸 ビ ｜ フ ・ 但 馬 牛 |          | 5 | 肉 質 等 級 |
| B M S | No.10 | 神 戸 ビ ｜ フ ・ 但 馬 牛 | 神 戸 ビ ｜ フ ・ 但 馬 牛 |          | 5 | 肉 質 等 級 |
| B M S | No.9  | 神 戸 ビ ｜ フ ・ 但 馬 牛 | 神 戸 ビ ｜ フ ・ 但 馬 牛 |          | 5 | 肉 質 等 級 |
| B M S | No.8  | 神 戸 ビ ｜ フ ・ 但 馬 牛 | 神 戸 ビ ｜ フ ・ 但 馬 牛 |          | 5 | 肉 質 等 級 |
| B M S | No.7  | 神 戸 ビ ｜ フ ・ 但 馬 牛 | 神 戸 ビ ｜ フ ・ 但 馬 牛 | 4        |   | 肉 質 等 級 |
| B M S | No.6  | 神 戸 ビ ｜ フ ・ 但 馬 牛 | 神 戸 ビ ｜ フ ・ 但 馬 牛 | 4        |   | 肉 質 等 級 |
| B M S | No.5  | 但 馬 牛                   | 但 馬 牛                   | 4        |   | 肉 質 等 級 |
| B M S | No.4  | 但 馬 牛                   | 但 馬 牛                   | 3        |   | 肉 質 等 級 |
| B M S | No.3  | 但 馬 牛                   | 但 馬 牛                   | 3        |   | 肉 質 等 級 |
| B M S | No.2  | 但 馬 牛                   | 但 馬 牛                   | 2        |   | 肉 質 等 級 |
| B M S | No.1  | 但 馬 牛                   | 但 馬 牛                   | 1        |   | 肉 質 等 級 |

「兵庫県産（但馬牛）」のうち、以下の格付けを満たした牛肉が「兵庫県産（但馬牛）」、「但馬牛」、「但馬ビーフ」、「TAJIMA BEEF」と表記することが許される。
1. 歩留等級が「A」または「B」等級

また、「兵庫県産（但馬牛）」のうち、以下の全てを満たした牛肉は「神戸ビーフ」、「神戸肉」、「神戸牛」、「KOBE BEEF」と表記することが許される。
1. メスでは未経産牛、オスでは去勢牛
2. 脂肪交雑のBMS（牛脂肪交雑基準）値No.6以上
3. 歩留等級が「A」または「B」等級
4. 枝肉重量がメスでは230kg以上から470kg以下、オスでは260kg以上から470kg以下
5. 瑕疵の表示がある枝肉は、神戸肉流通推進協議会の委嘱会員の判定に依存

すなわち、「兵庫県産（但馬牛）」のうち、肉質がよい牛肉は「神戸肉」、「神戸牛」、「神戸ビーフ」および「但馬牛（たじまぎゅう）」、「但馬ビーフ」いずれの呼称を用いてもかまわないが、前者の名称で流通することが多い（例外もある）。格付けを表にすると右のようになる。なお、日本食肉格付協会枝肉取引規格の肉質等級では、脂肪交雑のBMS値以外にも基準があるが、BMS以外の基準も満たしているとみなして該当する日本食肉格付協会の肉質等級も付記した。